# Goethe-Gymnasium (Dortmund)
Das Goethe-Gymnasium ist ein Gymnasium in Dortmund. Es wurde 1867 als Mädchenschule gegründet und war damit die erste höhere Schule für Mädchen in der Stadt. Später wurde es nach Johann Wolfgang von Goethe benannt. Seit 2009 ist sie ein NRW-Sportgymnasium, eine Schule mit dem Schwerpunkt Leistungssport.

## Geschichte
Die Schule wurde 1867 als erste höhere Mädchenschule in Dortmund gegründet, damals unter dem Namen Evangelische städtische höhere Mädchenschule. Es war die erste höhere Mädchenschule in Dortmund, eine der ersten im Ruhrgebiet. Die konfessionelle Beschränkung wurde 1877 aufgehoben, als die Schule zur Städtischen höheren Mädchenschule wurde. Aufgrund steigender Schülerzahlen wurde die Schule 1879 nach Dortmund-Hörde verlegt. In den 1890er Jahren kam der Aspekt der schulischen Ausbildung als Vorbereitung auf den späteren Beruf hinzu, der die Mädchen vor allem zu Lehrerinnen ausbildete.
1908 wurde die Mädchenbildung in Preußen reformiert, indem die höheren Mädchenschulen (Lyzeum) als ausreichend für die Zulassung zum Studium anerkannt wurden. Eine Verbindung des Schulnamens mit Johann Wolfgang von Goethe erschien erstmals 1918 und wurde 1928 offiziell, die Schule hieß nun Städtisches Goethe-Oberlyzeum zu Dortmund. Es zog 1960 in ein neues Gebäude an der Skellstraße um. Der Komplex aus drei Gebäuden, die durch überdachte Gänge miteinander verbunden sind, wurde von den drei Dortmunder Architekten Otto-Heinz Groth, Werner Lehmann und Wolfram Schlote entworfen.
Im Jahr 1983 wurde die Schule erneut verlegt, nun in das heutige Gebäude an der Stettiner Straße. Im Jahr 2008 wurde die Schule als NRW-Sportgymnasium anerkannt, eine Schule mit dem Schwerpunkt Leistungssport in Nordrhein-Westfalen. Es wurde eine neue Sporthalle gebaut, die 2013 eröffnet wurde. Sie bietet bis zu 199 Sitzplätze für Zuschauer und steht auch anderen regelmäßigen Nutzern wie den Mannschaften des TV Hörde für Volleyball und Basketball offen.